# Sulfadoxina

La sulfadoxina es una sulfonamida de vida media larga, usada con frecuencia en combinación con pirimetamina para tratar o prevenir la malaria.
También es usado, usualmente en combinación con otros medicamentos, para tratar o prevenir varias infecciones en bovinos.

## La combinación entre Sulfadoxina/pirimetamina
Ambos medicamentos son antifolatos; estos inhiben la producción de enzimas involucradas en la síntesis de ácido fólico, dentro de los parasites. Cada droga por sí misma es solo moderadamente eficaz para el tratamiento, debido a que el parásito Plasmodium falciparum puede ser capaz de usar ácido fólico externo, pero en combinación las dos substancias tienen efectos sinérgicos.
La combinación es considerada ser más efectiva para el tratamiento de infecciones causadas por Plasmodium falciparum de aquellas causadas por Plasmodium vivax, para las cuales la cloroquina es considerada más efectiva, sin embargo en los pacientes sin diagnóstico específico, la combinación sulfadoxina-pirimetamina o Cloroquina para el tratamiento puede estar indicada. Debido a los efectos colaterales, sin embargo, no es recomendable, su administración como agente preventivo pues solo se usa para tratar infecciones severas o para prevenirla en áreas donde otros medicamentos no actúan.

### Uso masivo
La Sulfadoxina/pirimetamina ha sido usada en administración en masa así como en terapia preventiva intermitente.